# Подримље
Подримље је област у Србији, позната и под именом Подрима (алб. Podrima), и обухвата предео са леве стране Дрима према Призрену, и већи део атара општина Ораховац и Велика Хоча.
Област је названа по реци Бели Дрим – Подримље или Подрима.
По подацима из 1912. године у Подримљу је било око 3000 арбанашких и око 300 српских православних кућа.
Свети Сава у свом Житију Светог Симеона Немање помиње Подримље као област коју је његов отац Симеон Немања ослободио од Византије.